# 棕櫚酸
棕榈酸（英語：Palmitic acid），又称软脂酸，IUPAC系統名為十六（烷）酸（英語：Hexadecanoic acid），是一种饱和高级脂肪酸，以甘油脂的形式普遍存在于动植物油脂中，在自然界中分布很广。棕櫚油、棕榈仁油、牛油、乳酪、牛奶及肉類與多種植物油均有著這種脂肪酸，母乳中含量亦相當豐富。
工业上由牛油、猪油等动物脂肪或棕榈仁油等植物油经皂化后制得；
棕櫚酸陰離子是棕櫚酸在生理酸鹼值中的觀察型態。
棕櫚酸是第一種從脂肪生成中產生的脂肪酸，亦可以由它產生更長的脂肪酸。棕櫚酸鹽對乙酰辅酶A羧化酶有負面反應，乙醘輔酶A羧化酶是在發展的醘鏈中負責將乙醘攜帶者蛋白轉為丙二醘攜帶者蛋白，因而可以阻止棕櫚酸鹽的生成。
棕櫚酸酯是一種抗氧化劑，及一種加入脫脂奶中的維生素A化合物，以取代因在脫脂的過程中失去的維生素。棕櫚酸酯會附於醇型態的維生素A，即視黃醇，以穩定在牛奶內的維生素A。
在第二次世界大戰中，棕櫚酸的衍生物曾被用作製造為凝固汽油彈。
棕櫚酸的還原會產生鲸蜡醇。